# 山県市総合運動場

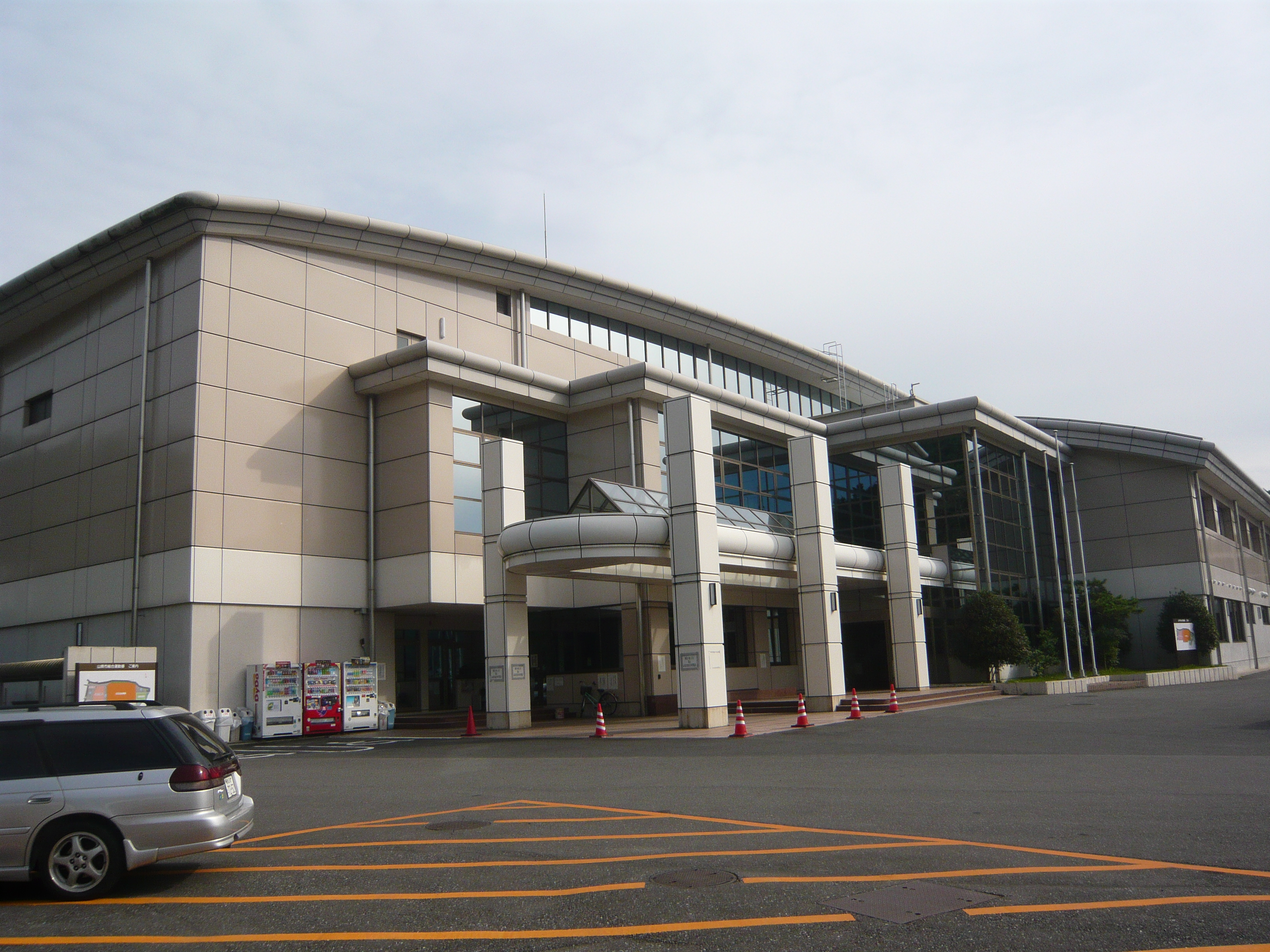
山県市総合体育館

山県市総合運動場（やまがたしそうごううんどうじょう）は、岐阜県山県市にある総合体育館、多目的グランド、テニスコートを備える総合運動場である。山県市が管理運営を行っている。旧名は、高富町総合運動場である。
1998年3月27日に多目的グランドとテニスコートが完成し総合運動場となった。
総面積は30,965m2で総事業費は2,465,394,000円。

## 山県市総合体育館
鉄筋コンクリート造2階建てドーム型屋根の大型体育館。総面積は3,846.22m2。1996年7月31日完成。

### 1階
- アリーナ
  - 広さ：2199m2
  - 天井までの高さ：18.5m
  - 可能種目：6人制バレーボール（4面）、9人制バレーボール（3面）、バスケットボール（1面）、バドミントン（12面）、テニス（2面）
- 選手控え室兼幼児室
- 更衣室・シャワールーム
- トレーニングルーム
- 医務室
- 大会役員室
- 会議室
- 事務室
- 放送室

### 2階
- 剣道場兼柔道場
- 観覧席
  - アリーナでの試合を一望できる。

### 主な大会・イベント
- 2003年12月14日 - 山県市誕生記念として、NHK全国放送公開番組「NHKのど自慢」の公開放送が行われた。ゲストは小林幸子と山川豊。
- 2012年 - ぎふ清流国体のバレーボールの実施会場。

## 山県市多目的グランド
- 総面積：14,876.85m2
- 表土：シルバーサンド
- 東西143.5m×南北83m
- 夜間照明設備完備（照明灯8基）
- 可能種目：野球（1面）、ソフトボール（2面）、サッカー（1面）
- 1998年3月27日完成

## 総合テニスコート
- 総面積：2,193.03m2
- コート：全天候型
- 夜間照明設備完備
- テニス（5面）
- 1998年3月27日完成

## 広場
- 総面積：57.99m2
- 芝広場

## 所在地
- 所在地：〒501-2113 山県市高木1675

## アクセス
- 岐阜バス JR岐阜駅より岐北線に乗車し山県警察署前下車。徒歩5分。